# 日高壮之丞
日高壮之丞（ひだか そうのじょう、嘉永元年旧暦3月23日（1848年4月26日） - 昭和7年（1932年）7月24日），日本的海軍軍人。海軍大将、勲一等功二級、男爵。

## 生平
鹿児島県出身。薩摩藩士・宮内清之進的次男。日高籐左衛門的養子。
明治3年（1870年）慶應義塾毕业，海軍兵学校2期生（海兵寮）。明治6年（1873年）成为「筑波号」（英国购买的军舰）船员，经过10年的尉官時代，明治19年（1886年）晋升少佐，担任日本參謀本部海軍部第二局第一課長，在軍政方面暂露头角。埃尔图鲁尔号遇难事件中，以「金剛号」艦長幸存者被送還。日清战争中任巡洋艦「桥立号」艦長，战功卓著，以猛将闻名。

在日俄緊張局勢高漲的情況下，原以爲發生緊急情況時，日高會直接被任命爲聯合艦隊司令官，但明治36年（1903年）10月，海軍大臣山本權兵衛撤換日高，推舉了曾任舞鶴鎮守府司令官的東鄉平八郎。據悉，與代表薩摩派的提督山本是海軍宿舍同屆的日高更替給政府的戰爭指導部帶來了困惑和不安，明治天皇立即向山本提出了「爲什麼用東鄉代替日高」的問題，山本回答說：「因爲東鄉是個幸運的男人。」此後，部內對起用東鄉的不安感仍未消除，雖然有人要求他改變主意，但山本拒絕了。有一種說法是，被撤換後感到憤慨的日高向山本伸出了匕首，要求山本「用這個來捅死我」，但此後根據山本的意思，在將軍會議等場合主動表示支持啓用東鄉。
撤換的理由是，根據通說，雖然日高是優秀的提督，但因此感到自豪，而且根據情況，有可能不聽從上級領導層的指示，而且與當時是海軍宿舍同學的山本從當時開始就不太合拍，而且年長4歲的日高經常表現出輕視山本的態度。但據當時擔任海軍次官的齋藤實後年透露，這是因爲日高健康受到損害，而且沒有處於指揮狀態，事實上，他代替東鄉擔任舞鶴鎮守府長官後，在俄日戰爭中也繼續療養。
明治40年（1907年），以西南战争、日清战争、日俄战争的軍功被授予功二級、男爵爵位。昭和7年（1932年），84歳时死去。
另外，日高家在昭和17年（1942年）爵位归还。其孫日高盛康（海兵66期毕业）是战斗机飞行员，参与了太平洋战争战斗。

根據明治40年（1907年）西南戰爭、清日戰爭、俄日戰爭的軍功，被授予功二級男爵位。明治41年（1909年）被任命爲海軍大將。昭和7年（1932年）逝世，享年84歲。
另外，日高家於昭和17年（1942年）返還了爵位。孫子日高盛康（海軍第66期畢業生）作爲戰鬥機乘務員參加了太平洋戰爭。

## 年譜
- 明治4年（1871年） 海兵寮入学。
- 明治6年（1873年） 海兵寮毕业、「筑波号」船员。
- 明治9年（1876年） 「春日号」船员、「日進号（日语：日進 (スループ)）」船员。
- 明治11年（1878年） 「扶桑号」船员。
- 明治12年（1879年） 「乾行号（日语：乾行 (軍艦)）」船员。兼 海軍兵学校砲術教官。
- 明治13年（1880年） 「龍驤号（日语：龍驤 (コルベット)）」船员、「乾行号」船员。
- 明治14年（1881年） 「浅間号」船员。
- 明治15年（1882年） 海軍省主船局任职。
- 明治17年（1884年） 海軍省軍事部第二課任职。兼「扶桑号」船员。兼「天城号（日语：天城 (スループ)）」船员。
- 明治18年（1885年） 兼「清輝号」船员。
- 明治19年（1886年） 參謀本部海軍部第二局第一課長。同第二課長。
- 明治20年（1887年） 被派往欧洲。參謀本部海軍部第二局第一課長（在外时期補任）。
- 明治21年（1888年） 海軍參謀本部第二局局員。
- 明治22年（1889年） 归国任海軍參謀本部第二課長。
- 明治23年（1890年） 「金剛号」艦長。
- 明治24年（1891年） 「武蔵号」艦長。
- 明治25年（1892年） 「龍驤号」艦長。
- 明治26年（1893年） 砲術練習所所長。
- 明治27年（1894年） 「桥立号防护巡洋舰」艦長。
- 明治28年（1895年） 「松岛号防护巡洋舰」艦長。海軍兵学校校長。
- 明治29年（1896年） 任 海軍少将。
- 明治32年（1899年） 常備艦隊司令官。
- 明治33年（1900年） 任 海軍中将。竹敷要港部司令官。
- 明治35年（1902年） 常備艦隊司令長官。
- 明治36年（1903年） 舞鶴鎮守府司令長官。
- 明治40年（1907年） 男爵、功二級。
- 明治41年（1908年） 任 海軍大将。待命。
- 明治42年（1909年） 预备役。
- 大正3年（1914年） 后备役。
- 大正7年（1918年） 退役。
- 昭和7年（1932年） 死去。